# Lezhë (district)
Lezhë (Albanees: Rrethi i Lezhës) is een van de 36 districten van Albanië. Het heeft 68.000 inwoners (in 2004) en een oppervlakte van 479 km². Het district ligt in het noordwesten van het land in de prefectuur Lezhë. De hoofdstad is de stad Lezhë, een andere grotere stad in het district is Shëngjin.

## Gemeenten
Lezhë bestaat uit de volgende tien gemeenten (inwoneraantal tussen haakjes):
- Balldren i Ri (9.872)
- Blinisht (5.177)
- Dajç (7.053)
- Kallmet (6.607)
- Kolsh (6.259)
- Lezhë (28.000) (stad)
- Shëngjin (11.076)
- Shënkoll 13.523)
- Ungrej (3.154)
- Zejmen (8.752)

## Bevolking
In de periode 1995-2001 had het district een vruchtbaarheidscijfer van 2,40 kinderen per vrouw, hetgeen lager was dan het nationale gemiddelde van 2,47 kinderen per vrouw.
Berat · Bulqizë · Delvinë · Devoll · Dibër · Durrës · Ëlbasan · Fier · Gjirokastër · Gramsh · Has · Kavajë · Kolonjë · Korçë · Krujë · Kuçovë · Kukës · Kurbin · Lezhë · Librazhd · Lushnjë · Malësi e Madhe · Mallakastër · Mat · Mirditë · Peqin · Përmet · Pogradec · Pukë · Sarandë · Skrapar · Shkodër · Tepelenë · Tirana · Tropojë · Vlorë